# Floyd Roland
Floyd K. Roland, nacido en Inuvik el 23 de noviembre de 1961, es un político canadiense y primer ministro de Territorios del Noroeste desde 2007 a 2011.
Anteriormente, actuó como concejal y teniente de alcalde de Inuvik. Roland fue elegido por primera vez para la Asamblea Legislativa en las elecciones generales de 1995 de los Territorios del Noroeste, después de derrotar al candidato oficialista Fred Koe. Fue reelegido en las elecciones generales de 1999 de los Territorios del Noroeste, ganando por un amplio margen con el 83% de los votos.
Su gobierno sobrevivió a una votación histórica de censura el 6 de febrero de 2009 por una votación de 10 a 8, tras las denuncias de varios ejes de acción alegando que él se negaba a comunicarse con ellos en las decisiones políticas importantes, incluyendo cambios en las políticas benéficas de salud en el territorio, un préstamo de US $ 34-millones entregados a Discovery Air, la aprobación de los $ 165-millones Deh Cho Bridge, y los planes para amalgamar un número de consejos de los servicios públicos.